# یژی یانچک
یژی یانچک (لهستانی: Jerzy Janeczek؛ ‏ ۲۲ مارس ۱۹۴۴ – ۱۱ ژوئیهٔ ۲۰۲۱) بازیگر اهل لهستان بود. وی دانش‌آموختۀ مدرسه ملی فیلم ووچ بود.
از فیلم‌ها یا مجموعه‌های تلویزیونی که وی در آن‌ها نقش داشته است، می‌توان به جاسوس، تاج پادشاهان، آسایشگاه ساعت‌شنی، قماری بالاتر از زندگی، صفر-هفت، به‌گوشم و در خوشی و سختی اشاره نمود.